# Зелёная Степь
Зелёная Степь — хутор в Медвенском районе Курской области России. Входит в состав Китаевского сельсовета.

## География
Хутор находится на юге центральной части Курской области, в пределах Среднерусской возвышенности, в лесостепной зоне, к западу от автодороги 38Н-237, на расстоянии примерно 14 километров (по прямой) к северо-востоку от Медвенки, административного центра района. Абсолютная высота — 194 метра над уровнем моря.

### Климат
Климат характеризуется как умеренно континентальный, с тёплым летом и умеренно холодной зимой. Среднегодовая температура воздуха — 5,5 °C. Абсолютный минимум температуры воздуха самого холодного месяца (января) составляет −37 °C; абсолютный максимум самого тёплого месяца (июля) — 35 °C. Безморозный период длится около 151 дня в году. Среднегодовое количество атмосферных осадков составляет 587 мм, из которых большая часть выпадает в тёплый период.

### Часовой пояс
Хутор Зелёная Степь, как и вся Курская область, находится в часовой зоне МСК (московское время). Смещение применяемого времени относительно UTC составляет +3:00.

## Население
| 2002 | 2010 |
| ---- | ---- |
| 28   | ↘19  |

### Половой состав
По данным Всероссийской переписи населения 2010 года в половой структуре населения мужчины составляли 47,4 %, женщины — соответственно 52,6 %.

### Национальный состав
Согласно результатам переписи 2002 года, в национальной структуре населения русские составляли 100 %.

## Инфраструктура
Личное подсобное хозяйство. В хуторе 27 домов.

## Транспорт
Зелёная Степь находится в 13,5 км от автодороги федерального значения М2 «Крым» (часть европейского маршрута E 105), в 5 км от автодороги межмуниципального значения 38Н-236 (М-2 «Крым» — Полевая), в 2,5 км от автодороги 38Н-237 (М-2 «Крым» — Полный — 38Н-236), при автодороге 38Н-244 (38Н-237 — 2-я Китаевка — Зелёная Степь), в 17,5 км от ближайшего ж/д остановочного пункта Колодное (линия Клюква — Белгород).
В 96 км от аэропорта имени В. Г. Шухова (недалеко от Белгорода).